# Onitis paramniszechi
Onitis paramniszechi là một loài bọ cánh cứng trong họ Bọ hung (Scarabaeidae).